# Ijen

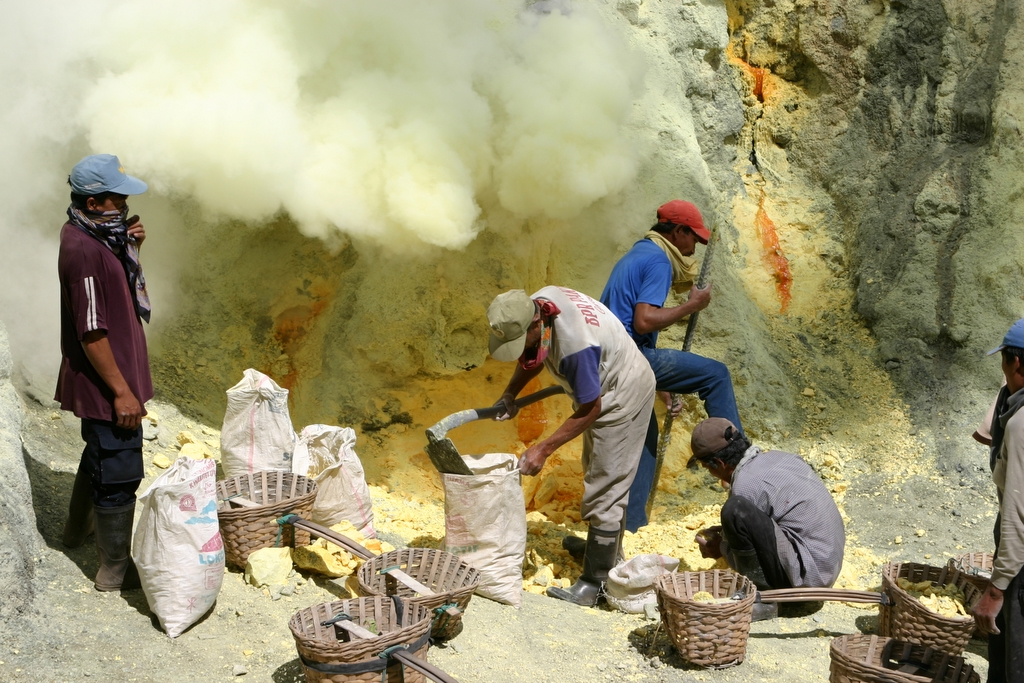
Eksploatacja siarki z wulkanu Ijen

Ijen (czyt. idżen) – kompleks czynnych wulkanów we wschodniej części Jawy w Indonezji; zaliczany do stratowulkanów.

## Budowa i umiejscowienie
Najwyższy wierzchołek kompleksu wznosi się na wysokość 2769 m n.p.m. U podnóża leży miasto Banyuwangi. Kompleks składa się z wielu kraterów znajdujących się w starej kalderze o średnicy około 20 kilometrów. W jednym z kraterów można znaleźć kwaśne jezioro wulkaniczne o średnicy jednego kilometra. Woda w nim ma pH poniżej 0,4 i turkusową barwę. Wokół jeziora funkcjonują fumarole o temperaturze 170–245 °C i źródła termalne.

## Erupcje
Erupcje notowane od 1796. Ostatnia prawdopodobna erupcja miała miejsce w 2002, ostatnia potwierdzona – w 1999.

## Eksploatacja siarki

Ijen 3D

Wulkan znany jest z tego, że z otworów na zboczach wypływa siarka bardzo wysokiej czystości i zastyga na świeżym powietrzu. Wydobywanie poprzez uderzenia jest bardzo szkodliwe dla zdrowia ze względu na trujące opary. Ludzie, którzy tym się zajmują, wyłamują płaty skondensowanej siarki, ładują ją do dwóch koszy połączonych kijem i przenoszą na ramieniu. Pokonując niebezpieczną drogę, na której łatwo o potknięcie z ładunkiem przekraczającym nawet 100 kilogramów, zmierzają do punktu skupu. Zapłata wynosi równowartość około 8 dolarów amerykańskich za 100 kilogramów. Udokumentowano to w nagrodzonych filmie dokumentalnym Śmierć człowieka pracy i w kilku innych mniej znaczących reportażach.